# Hugo Dingler
Hugo Albert Emil Hermann Dingler (Múnich, Imperio alemán, 7 de julio de 1881 - ibídem, 29 de junio de 1954) fue un científico y filósofo alemán.

## Biografía
Hugo Dingler estudió matemáticas, filosofía y física con Felix Klein, Hermann Minkowski, David Hilbert, Edmund Husserl, Woldemar Voigt y Wilhelm Röntgen en las universidades de Gotinga y Múnich. Se graduó en la Universidad de Múnich con una tesis dirigida por Aurel Voss, y obtuvo su doctorado en matemáticas, física y astronomía en 1906. Su supervisor doctoral fue Ferdinand von Lindemann. En 1910, Dingler no tuvo éxito en su primer intento de obtener la habilitación. Sí lo tuvo en su segundo intento en 1912. Empezó entonces a enseñar como privatdozent en clases de matemáticas, filosofía e historia de la ciencia. Se convirtió en profesor de la Universidad de Múnich en 1920. Posteriormente, en 1932, obtuvo una plaza en Darmstadt como professor ordinarius.
En 1934, un año después de que los nazis llegaran al poder, Dingler fue despedido de su cargo docente por razones que aún no están claras. El propio Dingler afirmó en varias entrevistas que fue debido a sus escritos favorables en relación con los judíos. En realidad, existen afirmaciones por parte de Dingler tanto filosemitas como antisemitas.
Entre 1934 y 1936 ocupó de nuevo un puesto docente.
En 1940, Dingler se unió al Partido Nazi y obtuvo de nuevo una plaza docente. Del su libro de 1944 Aufbau der exakten Fundamentalwissenschaft solo sobrevivieron a los bombardeos de la guerra treinta copias.

## Pensamiento
La postura de Dingler ha sido habitualmente caracterizada como «convencionalismo» por parte de Karl Popper entre otros. En ocasiones se le ha denominado un «convencionalista radical» (también referido como «voluntarismo crítico» en la literatura secundaria), por ejemplo por un temprano Rudolf Carnap. El propio Dingler lo caracterizó inicialmente como «convencionalismo crítico», en contraste con el «convencionalismo ingenuo» de otros filósofos como Poincaré, pero más tarde él mismo dejó de llamar a su postura convencionalismo. Dingler concuerda con los convencionalistas en que los supuestos fundamentales de la geometría y la física no son extraídos empíricamente y no pueden obtenerse a través de una deducción trascendental. Sin embargo, discrepa de convencionalistas como Henri Poincaré en que no cree que exista libertad para elegir hipótesis alternativas. Dingler creía que solo se podía dar fundamentos a las matemáticas y la física por medio de operaciones como piezas fundamentales. Afirmaba que este análisis operacional lleva a la geometría euclídea y a la mecánica newtoniana, que son los únicos resultados posibles.
Dingler se oponía a la teoría de la relatividad de Einstein y por tanto era desdeñado por muchos de los líderes de la comunidad física y matemática alemana. Esta oposición, al menos a la teoría de la relatividad general, permanece en el trabajo de su seguidor Paul Lorenzen.

## Influencia
Paul Lorenzen, notable por su trabajo en los fundamentos constructivos de las matemáticas, era seguidor de Dingler, al menos respecto a los fundamentos de la geometría y la física. La llamada Escuela de Erlangen de seguidores y aliados de Lorenzen, incluyendo a Kuno Lorenz, Wilhelm Kamlah y Peter Janich, y más indirectamente, Jürgen Mittelstraß, sigue por tanto en gran parte una versión modernizada del programa de Dingler que afirma incorporar relatividad, teoría cuántica y lógica cuántica.

## Obras
- Beiträge zur Kenntnis der infinitesimalen Deformation einer Fläche (tesis dirigida por Aurel Voss), Amorbach, 1907.
- Grundlinien einer Kritik und exakten Theorie der Wissenschaften, 1907.
- Grenzen und Ziele der Wissenschaft, 1910.
- Die Grundlagen der angewandten Geometrie, Leipzig, 1911 / Die Grundlagen der Geometrie, Stuttgart, 1933.
- Kritische Bemerkungen zu den Grundlagen der Relativitätstheorie, Physikalische Zeitschrift, vol. 21 (1920), 668-675. Reimpreso como panfleto en Leipzig, 1921.
- Metaphysik als Wissenschaft und der Primat der Philosophie, Múnich, 1926.
- Philosophie der Logik und Arithmetik, Múnich, 1931.
- Geschichte der Naturphilosophie, Berlín, 1932.
- Das System, Múnich, 1933.
- Das Handeln im Sinne des höchsten Zieles, Múnich, 1935.
- Die Methode der Physik, Múnich, 1938.
- Vom Tierseele zur Menschenseele, Leipzig, 1941.
- Lehrbuch der Exakten Naturwissenschaften, Berlín, 1944. Editado póstumamente por Paul Lorenzen como Aufbau der Fundamentalwissenschaften, Múnich, 1964.
- Grundriss der methodischen Philosophie, Füssen, 1949
- Ergreifung des Wirklichen, Múnich 1955. Reimpreso (con introducción por Kuno Lorenz y Jürgen Mittelstrass), Fráncfort, 1969.